# Apomorfie
Een apomorfie is in de cladistiek de eigenschap of het kenmerk waarin een bepaald taxon afwijkt van zijn voorouders. Het gaat dus om een kenmerk dat nieuw geëvolueerd is en dat gebruikt kan worden om het te onderscheiden van de zustergroep. Het woord apomorfie is afgeleid van het Griekse ἀπό (apo), "af" en μορφή  (morphè), "vorm".
Een apomorfie kan als een synapomorfie aangeduid worden, een kenmerk dat eerst bij één soort opdook en toen geërfd is door de afstammelingen van de soort, zodat het een door een hele groep gedeeld kenmerk wordt, of als een autapomorfie, waarbij de klemtoon ligt op het unieke karakter van de eigenschap voor dat bepaalde taxon. Beide aanduidingen sluiten elkaar niet noodzakelijk uit. Een apomorfie is het tegengestelde van een plesiomorfie, een eigenschap die wél geërfd is van de voorouders van het taxon.